# Mathias Mésange
Mathias Mésange, né en 1693 à Vernon et mort le 5 août 1758 à Saint-Germain-des-Prés, est un bibliothécaire français.

## Biographie
Ancien écrivain de vaisseau, et ensuite garde de la bibliothèque de l’abbaye de Saint-Germain-des-Prés, où il est mort, Mésange est l’auteur d’ouvrages pratiques sur la charpente et la menuiserie.
On lui doit le Tarif du toisé superficiel et solide, le Nouveau Tarif du toisé de la maçonnerie, le Traité de charpenterie, et les Calculs tout faits.
Lorsqu’il est mort, il faisait imprimer un Tarif général de toutes les mesures depuis un point jusqu’à cent pieds.

## Source
- Jacques Hébrail, Joseph de Laporte, La France littéraire, t. 2, Paris, veuve Duchesne, 1769.